# Guerre civile toluid
Division de l'Empire mongol
Batailles
Guerre civile toluid - Guerre entre Qaïdu et Kubilai - Guerre entre Berké et Houlagou Khan - Guerre entre Esen-bouqa et Ayurbarwada Buyantu Khan
La guerre civile toluid est une guerre civile qui dura de 1260 à 1264 et opposa Kubilai Khan, allié à Alghu, khan du khanat de Djaghataï d'une part, et Ariq Boqa d'autre part, à la succession de Möngke après sa mort en 1259 au poste de Khagan de l'Empire mongol. Le nom donné à cette guerre a pour origine le nom du père des deux principaux belligérants, Tolui (L'ajout du d à Tolui pour former Toluid est une déclinaison de type datif-locatif en mongol). Il est lui-même fils de Gengis Khan.
Elle se termine par la reddition de Ariq Boqa à Kubilai à Xanadu en 1264. La guerre civile toluid, et les guerres qui ont suivi, comme la guerre entre Qaïdu et Kubilai et la guerre entre Berké et Houlagou Khan, ont affaibli l'autorité du Grand Khan sur l'Empire mongol et abouti à la division de l'empire en khanats autonomes.

## Situation avant le début du conflit
Lors des qurultays de 1250 et 1251, les membres du clan Tolui intronisèrent avec succès Möngke, leur candidat pour devenir le nouveau Khagan. Shiremun, le candidat des Ögödéides, et son cousin Nakhu, furent aigris par leur échec et complotèrent un attentat manqué contre Möngke. Ce dernier prit sa revanche en purgeant ses adversaires au sein de la maison royale et les membres des clans des Djaghataïdes et des Ögödéides.
En 1252, Möngke cède le contrôle de la région du Caucase à la Horde d'or. Avec l'approbation du Khagan, Berké succède à son frère Batu en tant que Khan de la Horde d'or en 1255. Mais, Houlagou, le fondateur et premier khan de l'Ilkhanat, prit le contrôle du Caucase aux dépens de la Horde d'or, et détruisit Bagdad en 1258, ce qui irrita Berké, converti de fraîche date à l'Islam. En 1259, Möngke meurt sans avoir désigné de successeur. Il voulait probablement favoriser la candidature d'Ariq Boqa, qu'il avait nommé commandant de Karakorum, alors capitale de l'empire, en 1258, avant de partir combattre en Chine. Mais en dehors de ce geste, il n'avait pas fait grand chose d'autre pour favoriser les prétentions au trône d'Ariq.

## La guerre civile
Kubilai Khan fait campagne contre les Song du Sud en 1260 lorsqu'il apprend qu'Ariq Boqa le défiait pour la succession au trône. Ariq a formé des alliances avec des membres puissants de la noblesse mongole qui soutenaient sa candidature pour devenir le nouveau Khagan. La plupart des membres de la famille proche de Möngke soutenaient également Ariq Boqa. Kubilai se retira de la Chine du Sud où il luttait contre les Song et mobilisa ses troupes pour combattre son frère Ariq. Pour soutenir ses prétentions au trône, Kubilai convoque un qurultay en Chine, à Kaiping, où il est élu Khagan. Ce fut le premier qurultay proclamant un Khagan à se tenir en dehors de la patrie des Mongols ou de l'Asie centrale. Ariq Boqa riposte en convoquant son propre qurultay à Karakorum, où est proclamé Grand Khan un mois plus tard, officialisant ainsi la rivalité entre les deux frères pour le trône. Houlagou s'embarque pour la Mongolie afin d'assister aux qurultays, mais la défaite des Mongols face aux Mamelouks à la bataille d'Aïn Djalout l'obligea à battre en retraite au Moyen-Orient. Berké profite de la victoire des Mamelouks pour envahir l'Ilkhanat, déclenchant ainsi une guerre civile dans la guerre civile.
Ariq Boqa s'allie avec Berké Khan de la Horde d'Or et Alghu, du Khanat de Djaghataï, ce qui fait d'Houlagou le seul allié de Kubilai Khan. Concernant ces alliances, il faut bien garder à l'esprit que si Berké a soutenu Ariq Boqa, c'est surtout parce qu'il en voulait à Houlagou . D'ailleurs, ces deux khans ont été tellement occupés avec leur propre guerre, qu'ils n'ont pas pu intervenir dans les batailles de la guerre civile toluid.
Si Kubilai a moins de soutiens que son rival, il a l'avantage de contrôler directement les approvisionnements venant des terres fertiles de Chine du Nord, tandis qu'Ariq Boqa doit importer des ressources à Karakorum, la ville se situant dans les steppes semi-arides mongoles. Comme Kubilai Khan dépend de ces fournitures chinoises, il a donc besoin du soutien populaire chinois pour gagner la guerre civile . Il décide de s'intégrer à ses sujets et de siniser son mode de vie, avec l'aide de ses conseillers chinois. Il se présente comme un empereur sage, capable d'unir les Chinois, et Ariq Boqa comme un usurpateur destructeur. Kubilai promet de réduire les impôts, modèle ses institutions gouvernementales pour ressembler à celles des dynasties chinoises précédentes et adopte le nom d’ère Zhongtong, qui signifie "règne modéré". Si ses politiques sont populaires dans le nord de la Chine, elles n'ont pas eu d'impact sur ses relations avec les Song. Ces derniers ont profité du repli de Kubilai pour reprendre le contrôle des territoires que les Mongols avaient annexés dans le sud de la Chine les années précédentes. Kubilai réagit en envoyant un diplomate nommé Hao Jing à la Cour des Song, pour discuter des perspectives d'une résolution pacifique de la guerre. Les Songs rejettent les propositions de Kubilai et emprisonnent Hao pendant une décennie.

Pendant ce temps, Kubilai a réussi à prendre le contrôle de trois des quatre lignes d'approvisionnement possibles vers Karakorum. En effet, Khadan, l'allié Ögödéide de Kubilai, défend les territoires de l'ancien royaume des Xia occidentaux contre les attaques d'Ariq Boqa et commande les forces stationnées dans le Gansu; tandis que les troupes de Kubilai gardent la zone située autour de Yan, soit l'actuelle ville de Pékin. Ce dispositif ne laisse qu'une seule ligne d'approvisionnement encore ouverte à Ariq Boqa, la vallée du fleuve Ienisseï, au nord-ouest. Lorsque l'armée de Kublai avance vers Karakorum à la fin de l'an 1260, Ariq Boqa se retire de Karakorum pour se replier vers un affluent de cette rivière. L'hiver qui approchait oblige alors Kubilai et Ariq Boqa à hiverner avec leurs armées et à attendre le printemps.

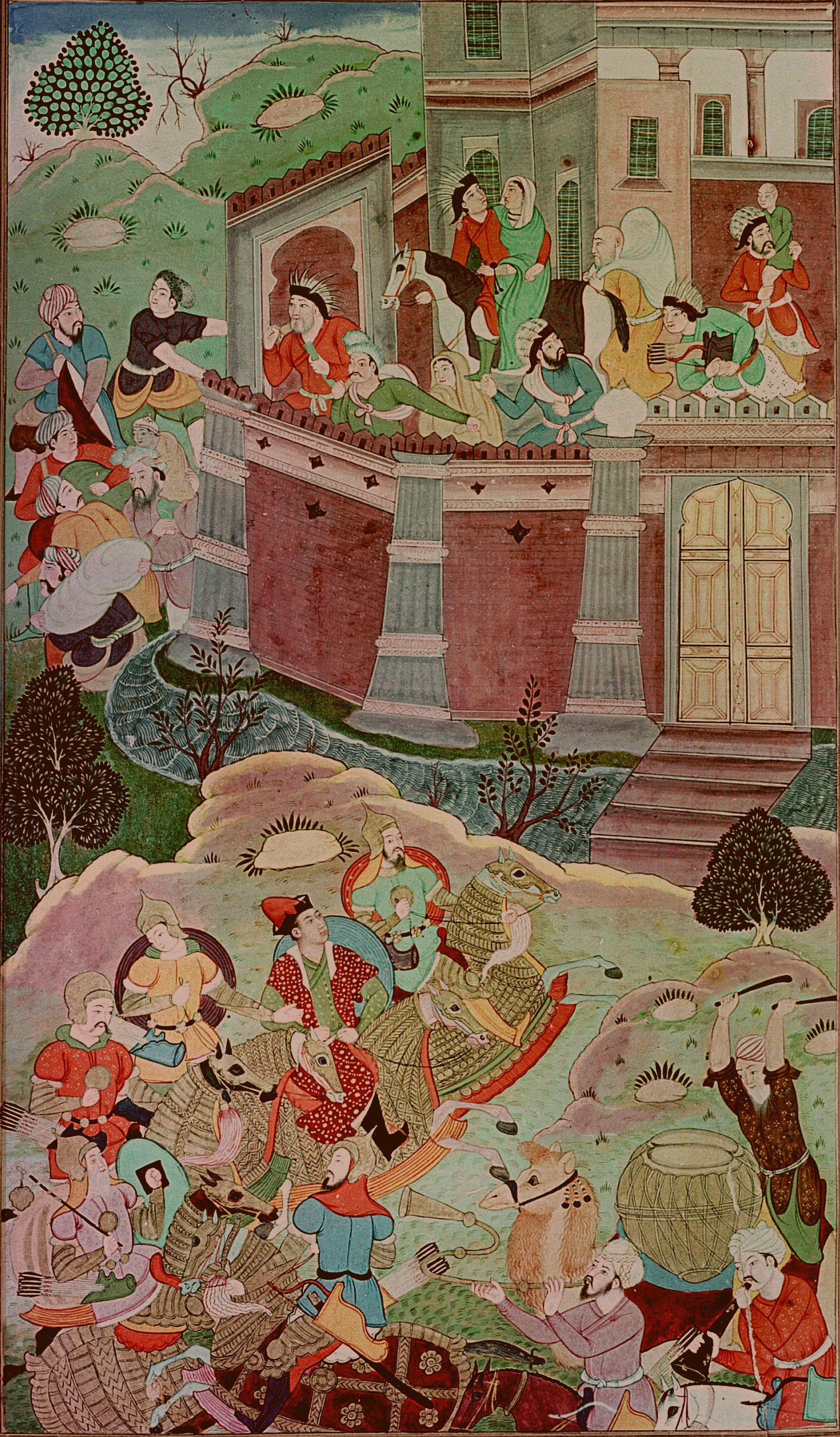
La victoire d'Ariq Boqa contre Alghu

Dans l'intervalle, Kublai se procure plus de fournitures et d'hommes et fait fortifier Yan, ainsi que les défenses frontalières du nord de la Chine. Au printemps, Kadan vainc puis exécute Alandar, un général envoyé par Ariq Boqa pour sécuriser les routes commerciales d'Asie centrale; ces routes étant des axes vitaux pour l'approvisionnement du rival de Kubilai. En Chine occidentale c'est Lian Xixian, l'un des conseillers confucéens de Kubilai, qui commande les soldats du khan stationnés dans cette zone. Lian a également la charge des troupes du sud-ouest de la Chine, qui sont chargées de protéger le Sichuan. Il remporte une victoire contre Liu Taiping, un allié d'Ariq Boqa, dans le nord-ouest de la Chine, en s'emparant des vivres destinées à l'armée d'Ariq. Il fait également le nécessaire pour chasser les partisans du rival de son maître des villes de Liangzhou et Ganzhou. Après de telles victoires, Kubilai récompense généreusement Kadan et Lian Xixianː le premier reçoit 300 paquets de soie et 300 taëls d'argent, tandis que le second est nommé Premier ministre de la Droite au Secrétariat.
Les victoires de Kubilai et la guerre entre Berké et Houlagou font qu'Alghu est, de facto, le seul allié permanent d'Ariq Boqa. Pour essayer de retourner la situation à son avantage, Ariq convainc Alghu de prendre le contrôle du Khanat de Djaghataï, situé en Asie centrale. En effet, Kara Hülegü, le Khan de ce khanat, venait juste de décéder et le trône est alors vacant. Alghu part alors vers l'Asie Centrale, combat et tue Abishkha, un prétendant au trône choisi par Kublai, et s'empare du Khanat. Alghu étant l'un des plus fervents partisans d'Ariq Böke, sa victoire permet à ce dernier de récupérer une importante source d'approvisionnements. Pour le récompenser de sa victoire, Ariq Boqa donne à Alghu le contrôle total des recettes fiscales de la région.
En 1261, Kubilai et Ariq Boqa s'affrontent à Shimultai et les combats se concluent par une défaite d'Ariq, qui bat en retraite. Il retourne dans la même région dix jours plus tard, pour défier les forces de Kubilai près des monts Khingan, dans l'est de la Mongolie. Les troupes attaquées par Ariq Boqa ne sont pas commandées personnellement par Kubilai et ne constituent qu'une petite partie de l'armée de ce dernier. Malgré cela, la bataille s’achève sans vainqueur ni vaincu. Pendant ce temps, Kubilai a pris le contrôle de la majeure partie de la Mongolie, ce qui place Ariq Boqa dans une situation où il risque de perdre le contrôle de sa dernière ligne d'approvisionnement, celle de la vallée du Ienisseï. Affaibli, Ariq supplie Alghu de l'aider, mais ce dernier refuse et fait exécuter les envoyés de son allié, qui, en plus d'une aide militaire, avait exigé une part des recettes fiscales d'Alghu.
À ce moment-là, une rébellion éclate en Chine, ce qui détourne Kubilai de la guerre contre son frère et l'oblige à partir pour Kaiping au lieu de poursuivre Ariq Boqa. Voyant que la menace d'une attaque de Kubilai diminue, Ariq entre en guerre contre Alghu, pour le punir après l'exécution des envoyés. Si Alghu réussi a vaincre Khara Bukha, un général d'Ariq, près de la rivière Ili dans le Xinjiang, il perd le contrôle d'Almalikhde, son quartier général, après avoir été vaincu par son ennemi. Après cet échec, Alghu se replie dans les villes-oasis du bassin du Tarim.
À ce stade du conflit, Ariq Boqa n'a presque plus d'alliés, et plusieurs de ses partisans ont déserté son camp. Ürüng Tash, le fils de Möngke, fait défection en prenant avec lui le sceau tamga de son père, qu'il a repris à Ariq Böke pour le donner à Kubilai en symbole de sa loyauté. Peu de temps après, Alghu retourne à la rivière Ili pour chasser Ariq du Xinjiang. Privé d'alliés et n'ayant plus les moyens militaires nécessaires pour se défendre, Ariq Boqa part seul pour Shangdu et se rend à Kubilai en 1264, mettant fin à la guerre civile.

## Conséquences
Kubilai fait emprisonner Ariq Boqa, mais sans lui faire subir de châtiment. Comme ses partisans voulaient se venger, Kubilai a ignoré Ariq Boqa pendant un an comme punition. Pendant ce temps, il a procédé à une purge pour éliminer les fonctionnaires du gouvernement mongol pro-Boqa. C'est ainsi qu'il a accusé Bolghai, un important fonctionnaire mongol qui avait été au service de Möngke, de trahison pour avoir conspiré avec Ariq Boqa. Kubilai a autorisé l'exécution de Bolghai et d'autres partisans d'Ariq Boqa, puis a convoqué un qurultay pour fixer le châtiment de ce dernier et consolider sa propre revendication au trône. En effet, Kubilai hésitait à punir son frère sans avoir le soutien public de la noblesse mongole. Ariq Boqa meurt mystérieusement en 1266 alors qu'il était encore emprisonné, laissant supposer que Kubilai l'a fait secrètement empoisonner.
La défaite d'Ariq Boqa face à Kubilai ne suffit pas à empêcher la division de l'empire, car lorsque ce dernier convoque son qurultay pour confirmer son statut de Kaghan, aucun des trois autres khans n'est présent. Pire, la guerre entre Berké et Houlagou continue et ne s’arrête que lorsque les deux Khans meurent l'un après l'autre en 1264. En parallèle, les Ögödéïdes cherchent à exploiter cette désunion pour promouvoir les intérêts de leur propre famille. Ils en veulent toujours aux Toluides pour le qurultay de 1251 et la purge anti-Ögödéïdes qui a fait suite au complot visant à assassiner le nouveau Khagan. Qaïdu, un de ces Ögödéides, décide d'arracher son titre de Khagan à Kubilai, ce qui déclenche en 1269 une guerre entre les deux hommes qui va durer des décennies.
La plupart des khanats occidentaux ne reconnaissaient pas Kubilai comme Grand Khan. Bien que certains d'entre eux continuent de demander à Kubilai de confirmer l'intronisation de leur nouveau khan, les quatre khanats sont des États souverains et totalement indépendants. L'Ilkhanat basé en Perse et la Dynastie Yuan basée en Chine entretiennent des relations diplomatiques étroites et partagent des connaissances scientifiques et culturelles, mais il n'y aura plus jamais de coopération militaire entre les quatre khanats mongols. De fait, malgré la victoire de Kubilai, l'Empire mongol, autrefois uni, s'est désintégré.